# Codex Manesse

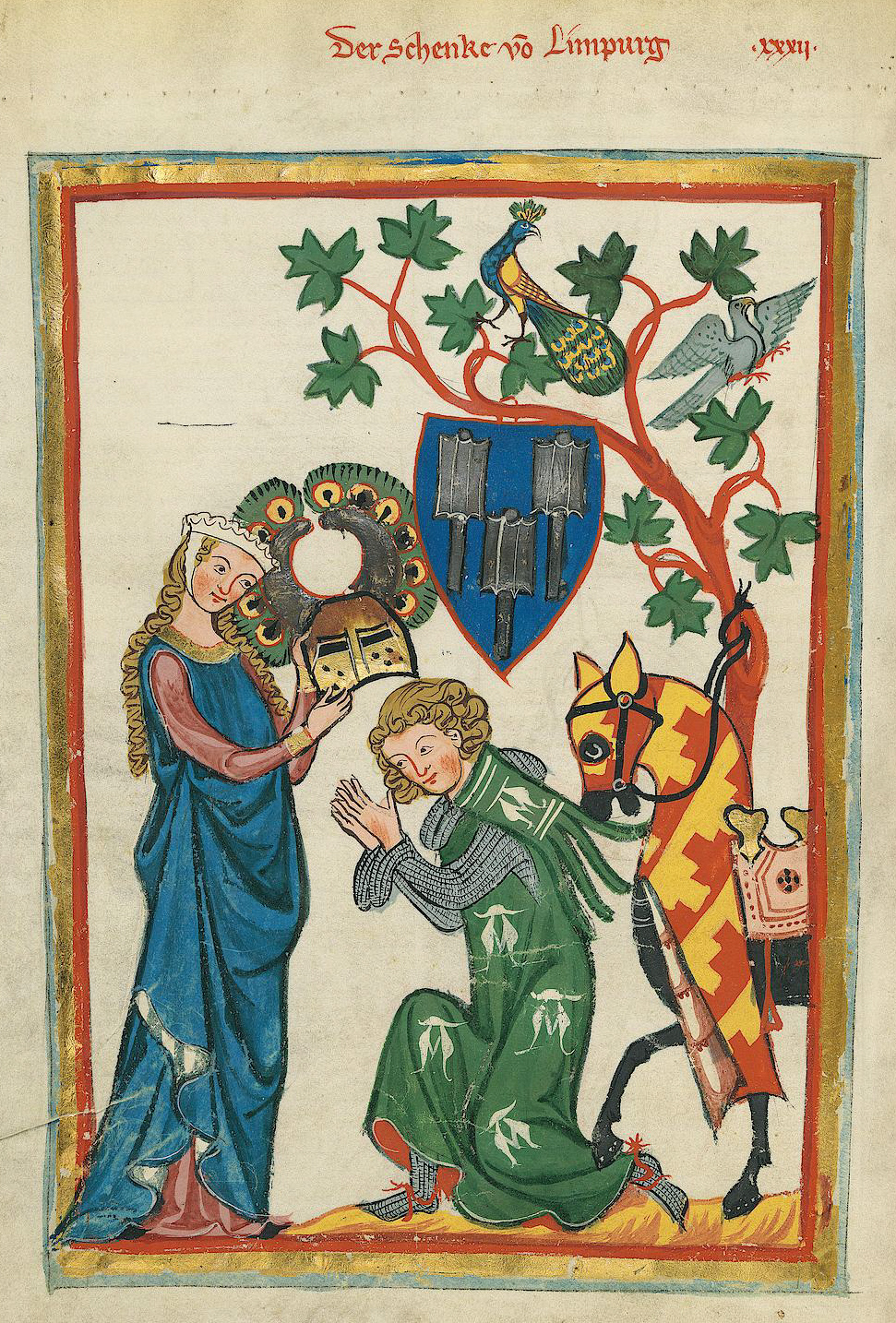
Pán z Limburka

Codex Manesse aneb Velký heidelberský zpěvník (německy Grosse Heidelberger Liederhandschrift) je největší sbírka německých básní a písní z počátku 14. století, vzniklá v písařské dílně v Curychu. Dnes je chována v Heidelberské univerzitní knihovně. Tvoří ji 426 pergamenových fólií, na nichž je zapsáno skoro 6000 slok převážně milostné lyriky.
Milostné verše, průpovědi a lejchy od 140 autorů jsou doprovázeny 137 celostránkovými iluminacemi, na nichž jsou vyobrazeni jednotliví autoři od císařů až po prosté měšťany. Mezi nimi je i český král Václav II. a v kodexu jsou mu připisovány tři milostné básně. Český překlad jedné z nich byl nalezen v roce 1819 a s označením Milostná píseň krále Václava se stal součástí takzvaného „Sporu o Rukopisy“.